# Rokycany
Rokycany là một thị trấn thuộc huyện Rokycany, vùng Plzeňský, Cộng hòa Séc.